# Kinzdorf

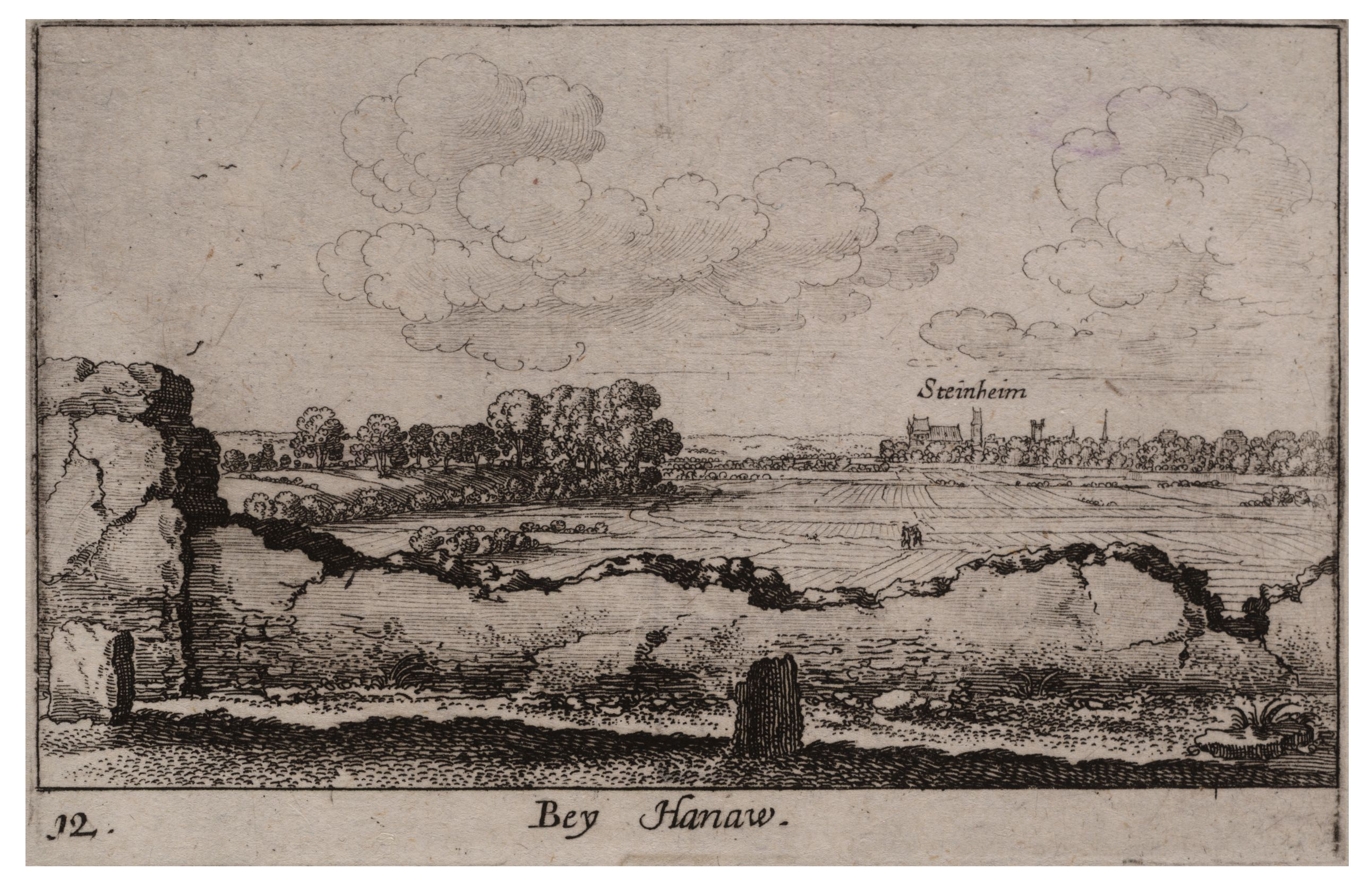
Blick von Hanau über die Ruine der Kinzdorfkirche (im Vordergrund) auf Steinheim (Stich von Wenzel Hollar).

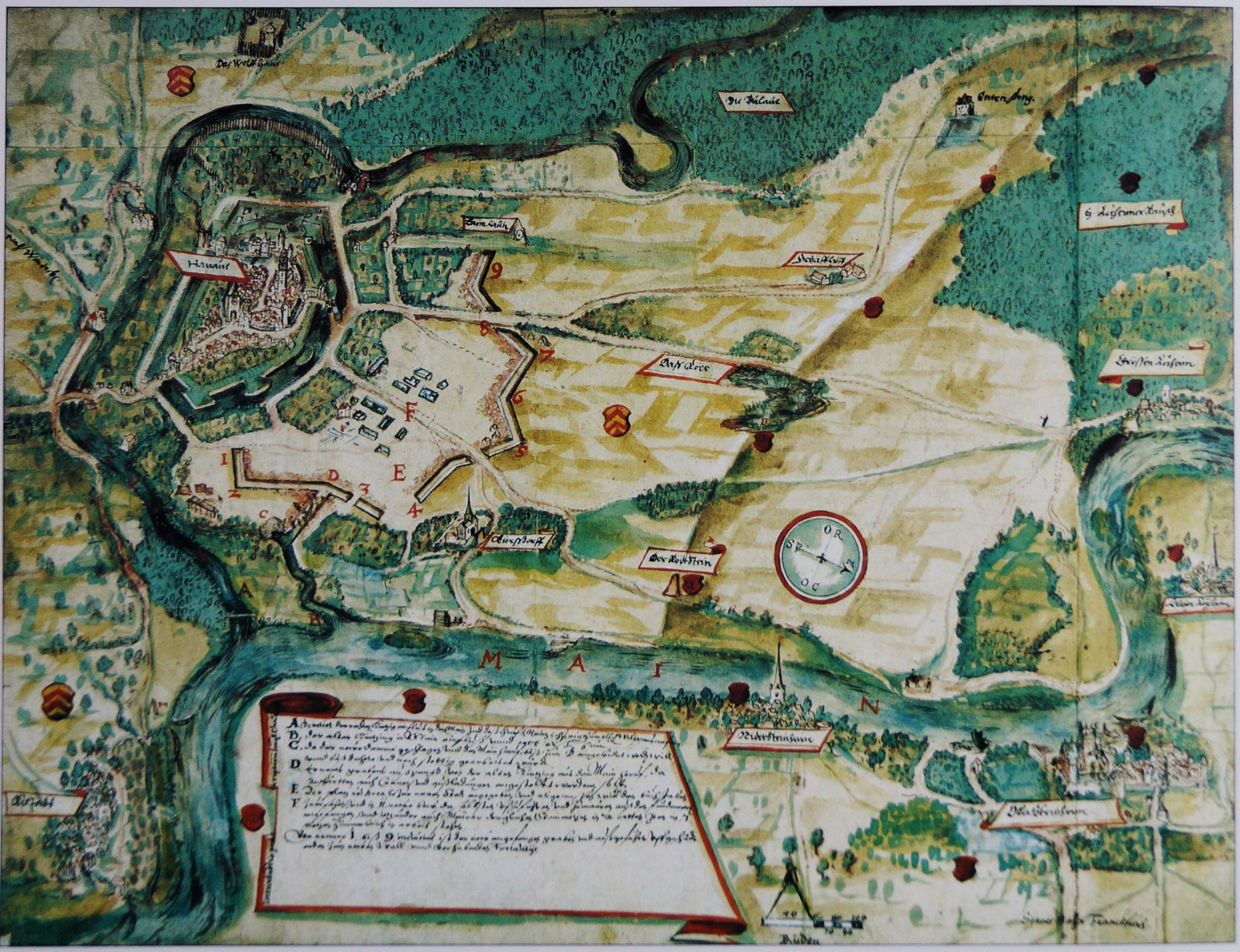
Grenzverlauf zwischen dem Erzbistum Mainz und der Grafschaft Hanau, gezeichnet wegen rechtlicher Auseinandersetzungen anlässlich der Gründung der Neustadt Hanau 1597. Rechts unterhalb der Neustadtbefestigung die Kinzdorfkirche.

Das Kinzdorf ist eine Wüstung im heutigen Stadtgebiet von Hanau.

## Geografische Lage
Das Kinzdorf lag südlich des mittelalterlichen Stadtkerns von Hanau auf einer Höhe von 100 m über NN und hatte sein Zentrum etwa dort, wo die Straße „Im Kinzdorf“ in die Westbahnhofstraße mündet.

## Geschichte

### Entwicklung
Das Kinzdorf war vermutlich älter als Hanau, obwohl die ältesten urkundlichen Erwähnungen aus den Jahren 1338, 1353 und 1364 stammen. Es war ein zum Main hin orientiertes Fischerdorf. 
Hanau entwickelte sich als Ansiedlung um die Burg der Herren von Hanau. Die Kirche „Unserer Lieben Frauen“ des Kinzdorfes, erst 1322 erwähnt, soll eine hochmittelalterliche Gründung gewesen sein. Sie war für ungefähr 200 Jahre Pfarrkirche auch für Hanau. Die Marienkirche in der Stadt Hanau war zunächst ihre Filialkirche. Erst 1434 verlagerte Graf Reinhard II. die pfarrkirchlichen Funktionen an die Marienkirche in Hanau. In der Kirche des Kinzdorfes wurde eine wundertätige Marienstatue verehrt, die sich heute in der Groß-Steinheimer Kirche St. Johann Baptist befindet, wohin sie nach der Reformation verbracht, wohl verkauft wurde.
Das Dorf unterlag dem unmittelbar benachbarten Siedlungsschwerpunkt Hanau, der zudem – im Gegensatz zu dem Dorf – mit festen Mauern zum Schutz der Einwohner umwehrt war. Das Dorf fiel – vermutlich im Laufe des 16. Jahrhunderts – wüst. Schuld daran waren kriegerische Auseinandersetzungen 1504 und Überschwemmungen in den Jahren 1564 und 1590. Einzig die Kirche bestand über die nächste Jahrhundertwende als Friedhofskapelle weiter.
Die Kirche wurde dann 1633 beim Bau der Stadt Hanau vorgelagerter Festungsanlagen abgerissen, der Friedhof, auf dem auch die Hanauer bis 1633 bestattet wurden, aufgelassen und im Dreißigjährigen Krieg, während der Belagerung Hanaus, zerstört.

### Historische Namensformen
In erhaltenen Urkunden wurde Kinzdorf unter den folgenden Namen erwähnt (in Klammern das Jahr der Erwähnung):
- Kinzdorf (1338)
- Kindisdorf (1338)
- Kinstorf (1342)
- Kinzesdorf (1353)
- Kunczdorf (1434)

### Überreste
In den 1960er Jahren wurde gegenüber der Einmündung der Straße „Im Kinzdorf“ in die Westbahnhofstraße eine Unterführung unter der Bahnstrecke Frankfurt–Hanau angelegt und dabei zahlreiche Knochen entdeckt – vermutlich Reste des Friedhofs, der die Kinzdorfkirche umgab. Dies führte aber zu keiner systematischen archäologischen Ausgrabung.